# Horodyszcze (powiat hrubieszowski)
Horodyszcze (dawniej: Horodyszcze Waręskie) – wieś w Polsce położona w województwie lubelskim, w powiecie hrubieszowskim, w gminie Dołhobyczów.
W latach 1975–1998 miejscowość należała administracyjnie do województwa zamojskiego. 
Wieś stanowi sołectwo gminy Dołhobyczów. Według Narodowego Spisu Powszechnego (III 2011 r.) liczyła 59 mieszkańców i była 27. co do wielkości miejscowością gminy.
Wierni Kościoła rzymskokatolickiego należą do parafii Najświętszego Serca Jezusowego w Hulczu.